# Parnay (Maine-et-Loire)
Pour les articles homonymes, voir Parnay.
Parnay est une commune française située dans le département de Maine-et-Loire, en région Pays de la Loire.

## Géographie

### Localisation
Commune angevine du Saumurois, Parnay se situe dans l'est du département de Maine-et-Loire, en rive gauche (côté sud) de la Loire, sur la route D947 entre Saumur (8 km au nord-ouest) et Montsoreau (4 km au sud-est). Sa préfecture Angers est à 56 km au nord-ouest.
La commune est traversée par le méridien de Greenwich,.

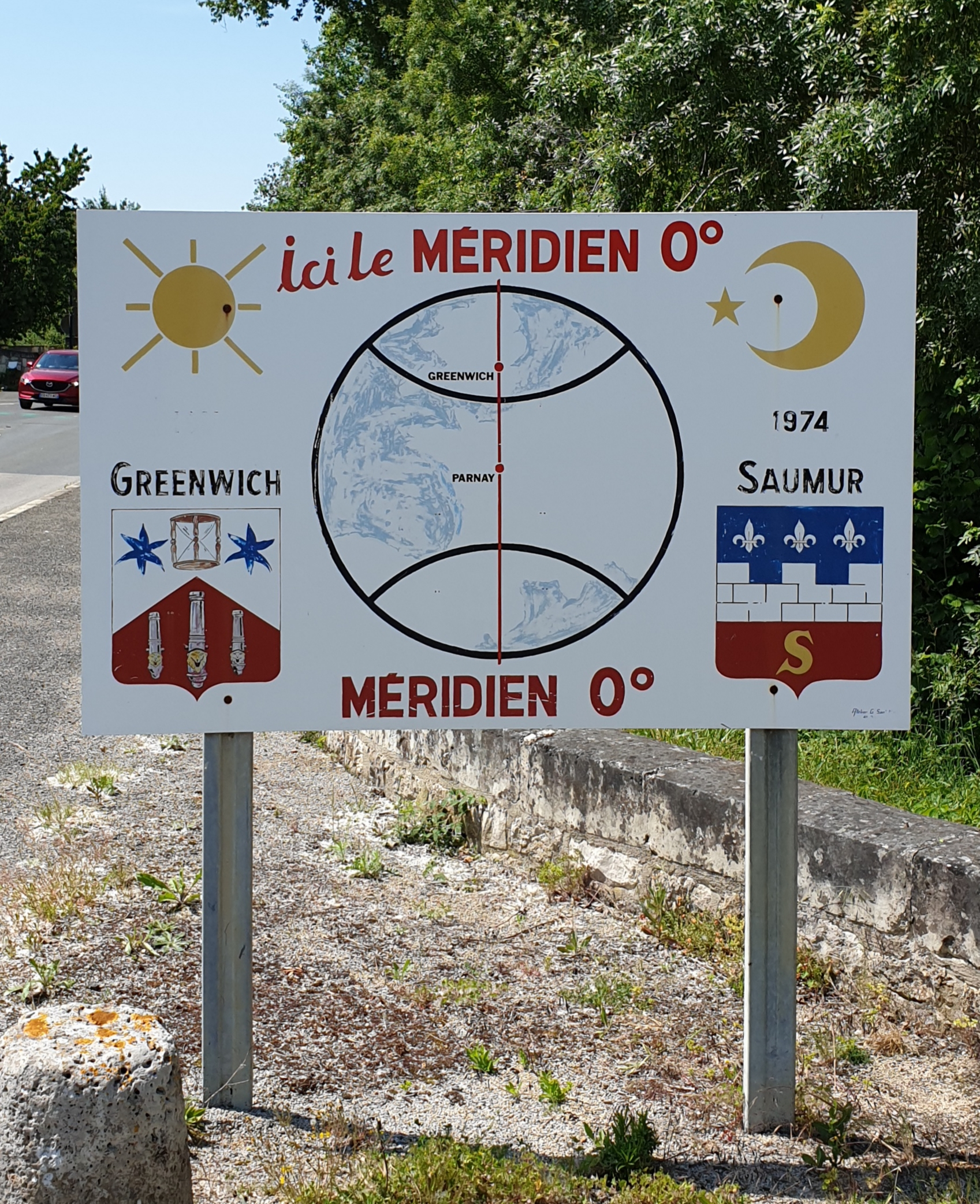
Panneau du méridien de Greenwich à Parnay sur le bord de la route départementale.

### Communes limitrophes
|                  | Varennes-sur-Loire (rive droite de la Loire) |          |
| Souzay-Champigny | Parnay                                       | Turquant |
|                  |                                              |          |

### Climat
Pour des articles plus généraux, voir Climat des Pays de la Loire et Climat de Maine-et-Loire.
En 2010, le climat de la commune est de type climat océanique altéré, selon une étude du CNRS s'appuyant sur une série de données couvrant la période 1971-2000. En 2020, Météo-France publie une typologie des climats de la France métropolitaine dans laquelle la commune est exposée à un climat océanique et est dans la région climatique Moyenne vallée de la Loire, caractérisée par une bonne insolation (1 850 h/an) et un été peu pluvieux.
Pour la période 1971-2000, la température annuelle moyenne est de 11,9 °C, avec une amplitude thermique annuelle de 14,3 °C. Le cumul annuel moyen de précipitations est de 634 mm, avec 10,3 jours de précipitations en janvier et 6,1 jours en juillet. Pour la période 1991-2020, la température moyenne annuelle observée sur la station météorologique de Météo-France la plus proche, sur la commune de Saint-Nicolas-de-Bourgueil à 11 km à vol d'oiseau, est de 12,5 °C et le cumul annuel moyen de précipitations est de 612,8 mm,. Pour l'avenir, les paramètres climatiques de la commune estimés pour 2050 selon différents scénarios d'émission de gaz à effet de serre sont consultables sur un site dédié publié par Météo-France en novembre 2022.

## Urbanisme

### Typologie
Au 1er janvier 2024, Parnay est catégorisée commune rurale à habitat dispersé, selon la nouvelle grille communale de densité à sept niveaux définie par l'Insee en 2022.
Elle appartient à l'unité urbaine de Saumur, une agglomération intra-départementale regroupant cinq  communes, dont elle est une commune de la banlieue,,. Par ailleurs la commune fait partie de l'aire d'attraction de Saumur, dont elle est une commune de la couronne,. Cette aire, qui regroupe 31 communes, est catégorisée dans les aires de 50 000 à moins de 200 000 habitants,.

### Occupation des sols
L'occupation des sols de la commune, telle qu'elle ressort de la base de données européenne d’occupation biophysique des sols Corine Land Cover (CLC), est marquée par l'importance des territoires agricoles (56 % en 2018), en diminution par rapport à 1990 (57,4 %). La répartition détaillée en 2018 est la suivante : 
cultures permanentes (39,8 %), forêts (27,2 %), zones agricoles hétérogènes (11,6 %), zones urbanisées (8 %), eaux continentales (6,7 %), prairies (4,7 %), mines, décharges et chantiers (2 %). L'évolution de l’occupation des sols de la commune et de ses infrastructures peut être observée sur les différentes représentations cartographiques du territoire : la carte de Cassini (XVIIIe siècle), la carte d'état-major (1820-1866) et les cartes ou photos aériennes de l'IGN pour la période actuelle (1950 à aujourd'hui).

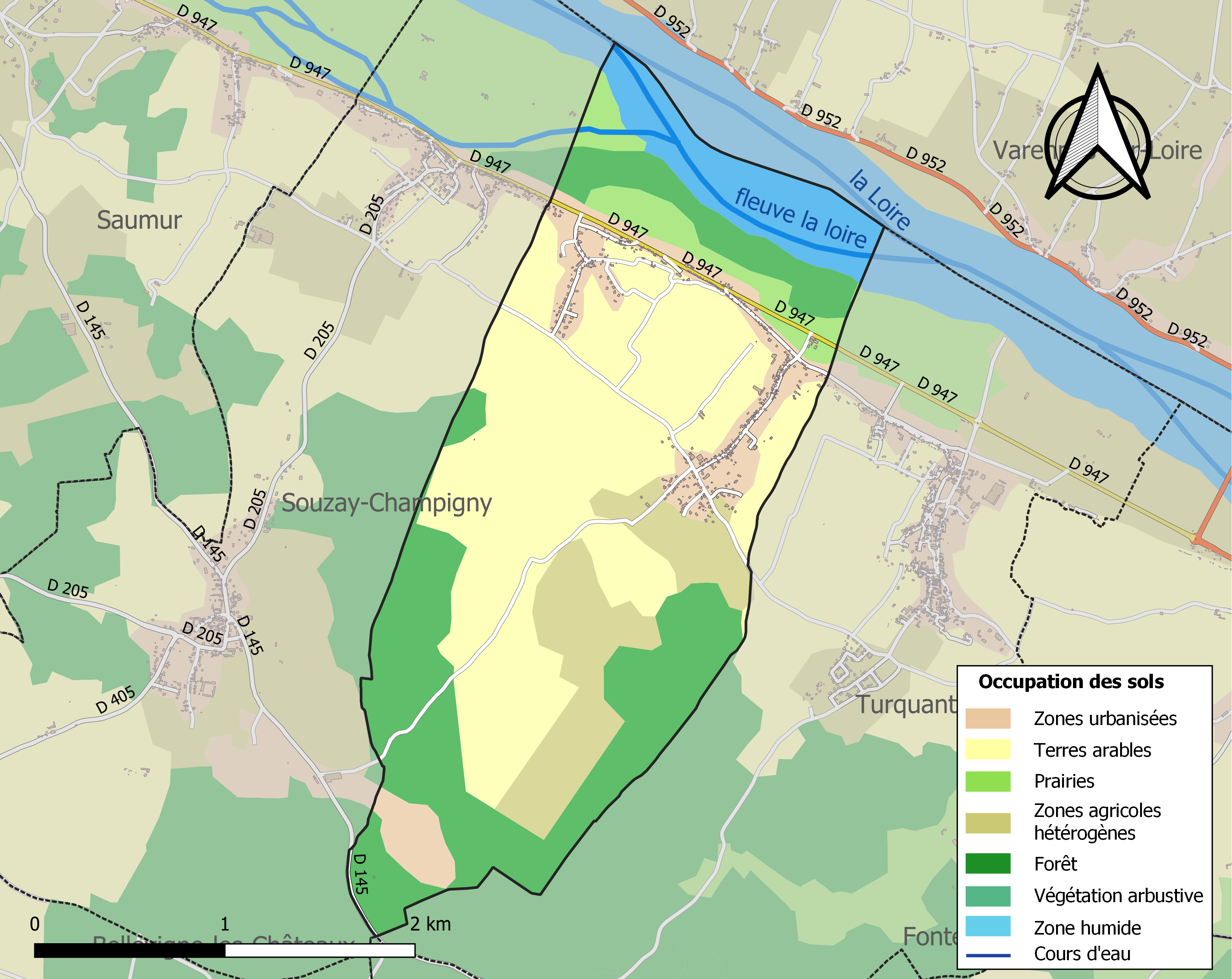
Carte des infrastructures et de l'occupation des sols de la commune en 2018 (CLC).

## Histoire
L'église appartient au XIe siècle à Renaud, chanoine d'Angers, qui la tient en fief de l'évêque. Il en fait don ensuite à l'abbaye Saint-Aubin. Elle passe plus tard entre les mains du chapitre de Poitiers.

## Politique et administration

### Administration municipale
| Période                                  | Période                   | Identité                   | Étiquette | Qualité                                       |
| ---------------------------------------- | ------------------------- | -------------------------- | --------- | --------------------------------------------- |
| décembre 1790                            |                           | P. Beaufils                |           |                                               |
| fructidor an II                          |                           | Louis Guibert              |           | Marchand                                      |
| Ier messidor an VIII                     |                           | Mauriceau                  |           |                                               |
| 7 floréal an XII                         |                           | Dupuy de Briacé            |           |                                               |
| 2 janvier 1808                           | 23 avril 1811 (décès)     | Gigault de Marconnay       |           |                                               |
| 20 mai 1811                              |                           | Édouard Dupuy de Parnay    |           |                                               |
| avril 1815                               |                           | Urb. Mauriceau             |           |                                               |
| 12 juillet 1815                          |                           | Édouard Dupuy de Parnay    |           |                                               |
| 25 mai 1821                              |                           | César-Concorde Dupuy de P. |           |                                               |
| 13 septembre 1830                        |                           | Moriceau                   |           |                                               |
| 15 février 1835                          |                           | Henri de Marconnay         |           |                                               |
| 1848                                     |                           | Pierre Beaufils            |           | Nommé par le commissaire du gouvernement      |
| 12 juillet 1852                          |                           | Henri de Marconnay         |           |                                               |
| 6 février 1857                           |                           | Pierre-Théophile Berthelot |           |                                               |
| 1870                                     |                           | René Allain-Targé          |           | Avocat. Devient sous-préfet de Joigny en 1878 |
| 1878                                     |                           | Hardier-Duvollon           |           |                                               |
| 1896                                     |                           | Louis Mottier              |           |                                               |
| 1904                                     |                           | Désiré Cartault            |           |                                               |
| 1919                                     |                           | Louis Guiot                |           |                                               |
| 1929                                     |                           | Achille Hervé              |           |                                               |
| 1935                                     |                           | Émile Gallé                |           |                                               |
| 1945                                     |                           | Théophile Berthelot        |           |                                               |
| 1959                                     |                           | André Sanzay               |           |                                               |
| ...                                      | 2005                      | Marcel Bonnet              |           |                                               |
| 2005                                     | mars 2008                 | Huguette Goumain           |           |                                               |
| mars 2008                                | mars 2014                 | Bertrand Thyreault         |           |                                               |
| mars 2014                                | En cours (au 2 juin 2020) | Éric Lefièvre,             |           |                                               |
| Les données manquantes sont à compléter. |                           |                            |           |                                               |

### Intercommunalité
La commune est membre de la communauté d'agglomération Saumur Val de Loire.

## Population et société

### Démographie

#### Évolution démographique
L'évolution du nombre d'habitants est connue à travers les recensements de la population effectués dans la commune depuis 1793. Pour les communes de moins de 10 000 habitants, une enquête de recensement portant sur toute la population est réalisée tous les cinq ans, les populations de référence des années intermédiaires étant quant à elles estimées par interpolation ou extrapolation. Pour la commune, le premier recensement exhaustif entrant dans le cadre du nouveau dispositif a été réalisé en 2006.

En 2022, la commune comptait 377 habitants, en évolution de −13,33 % par rapport à 2016 (Maine-et-Loire : +2,12 %, France hors Mayotte : +2,11 %).
| 1793 | 1800 | 1806 | 1821 | 1831 | 1836 | 1841 | 1846 | 1851 |
| ---- | ---- | ---- | ---- | ---- | ---- | ---- | ---- | ---- |
| 514  | 508  | 608  | 585  | 558  | 577  | 562  | 533  | 532  |

| 1856 | 1861 | 1866 | 1872 | 1876 | 1881 | 1886 | 1891 | 1896 |
| ---- | ---- | ---- | ---- | ---- | ---- | ---- | ---- | ---- |
| 491  | 494  | 485  | 481  | 448  | 439  | 418  | 407  | 383  |

| 1901 | 1906 | 1911 | 1921 | 1926 | 1931 | 1936 | 1946 | 1954 |
| ---- | ---- | ---- | ---- | ---- | ---- | ---- | ---- | ---- |
| 361  | 374  | 362  | 318  | 302  | 319  | 295  | 299  | 351  |

| 1962 | 1968 | 1975 | 1982 | 1990 | 1999 | 2006 | 2011 | 2016 |
| ---- | ---- | ---- | ---- | ---- | ---- | ---- | ---- | ---- |
| 364  | 342  | 365  | 312  | 438  | 460  | 482  | 487  | 435  |

| 2021 | 2022 | - | - | - | - | - | - | - |
| ---- | ---- | - | - | - | - | - | - | - |
| 393  | 377  | - | - | - | - | - | - | - |

#### Pyramide des âges
En 2018, le taux de personnes d'un âge inférieur à 30 ans s'élève à 26,6 %, soit en dessous de la moyenne départementale (37,2 %). À l'inverse, le taux de personnes d'âge supérieur à 60 ans est de 29,6 % la même année, alors qu'il est de 25,6 % au niveau départemental.
En 2018, la commune compte 215 hommes pour 216 femmes, soit un taux de 50,12 % de femmes, légèrement inférieur au taux départemental (51,37 %).
Les pyramides des âges de la commune et du département s'établissent comme suit.
| Hommes | Classe d’âge | Femmes |
| ------ | ------------ | ------ |
| 0,5    | 90 ou +      | 1,0    |
| 12,0   | 75-89 ans    | 7,2    |
| 15,6   | 60-74 ans    | 22,9   |
| 30,9   | 45-59 ans    | 30,7   |
| 14,0   | 30-44 ans    | 11,8   |
| 17,5   | 15-29 ans    | 13,4   |
| 9,6    | 0-14 ans     | 12,9   |

| Hommes | Classe d’âge | Femmes |
| ------ | ------------ | ------ |
| 0,9    | 90 ou +      | 2,1    |
| 7      | 75-89 ans    | 9,5    |
| 16,2   | 60-74 ans    | 16,9   |
| 19,4   | 45-59 ans    | 18,7   |
| 18,2   | 30-44 ans    | 17,5   |
| 18,8   | 15-29 ans    | 17,6   |
| 19,5   | 0-14 ans     | 17,6   |

## Économie
Au début du XVIIIe siècle, la vigne couvre les deux tiers du territoire. Le vignoble y est encore important à la fin du XXe siècle. L'activité occupe alors la majorité des exploitants. Les vignobles AOC vins d'Anjou, produisant coteaux-de-saumur et saumur-champigny.
Sur 39 établissements présents sur la commune à fin 2010, 33 % relèvent du secteur de l'agriculture (pour une moyenne de 17 % sur le département), 8 % du secteur de l'industrie, 8 % du secteur de la construction, 46 % de celui du commerce et des services et 5 % du secteur de l'administration et de la santé. Cinq ans plus tard, en 2015, sur les 33 établissements présents, 27 % relèvent du secteur de l'agriculture (pour une moyenne de 11 % sur le département), 6 % du secteur de l'industrie, 6 % de celui de la construction, 55 % du secteur du commerce et des services et 6 % de celui de l'administration et de la santé.

## Culture locale et patrimoine

### Lieux et monuments
- L'église Saint-Pierre du XIe siècle, classée au titre des monuments historiques depuis 1950[33], située au milieu des vignes et profite d'un point de vue dominant la Loire. Elle possède un clocher carré roman à flèche de pierre, une nef et des chapiteaux XIe, un chœur gothique, un portail Renaissance, bénitier XIIe, enfeu. Il y a aussi le tombeau de Jean du Plessis, seigneur de Parnay et de sa femme, Michelle des Clousis (XVe).

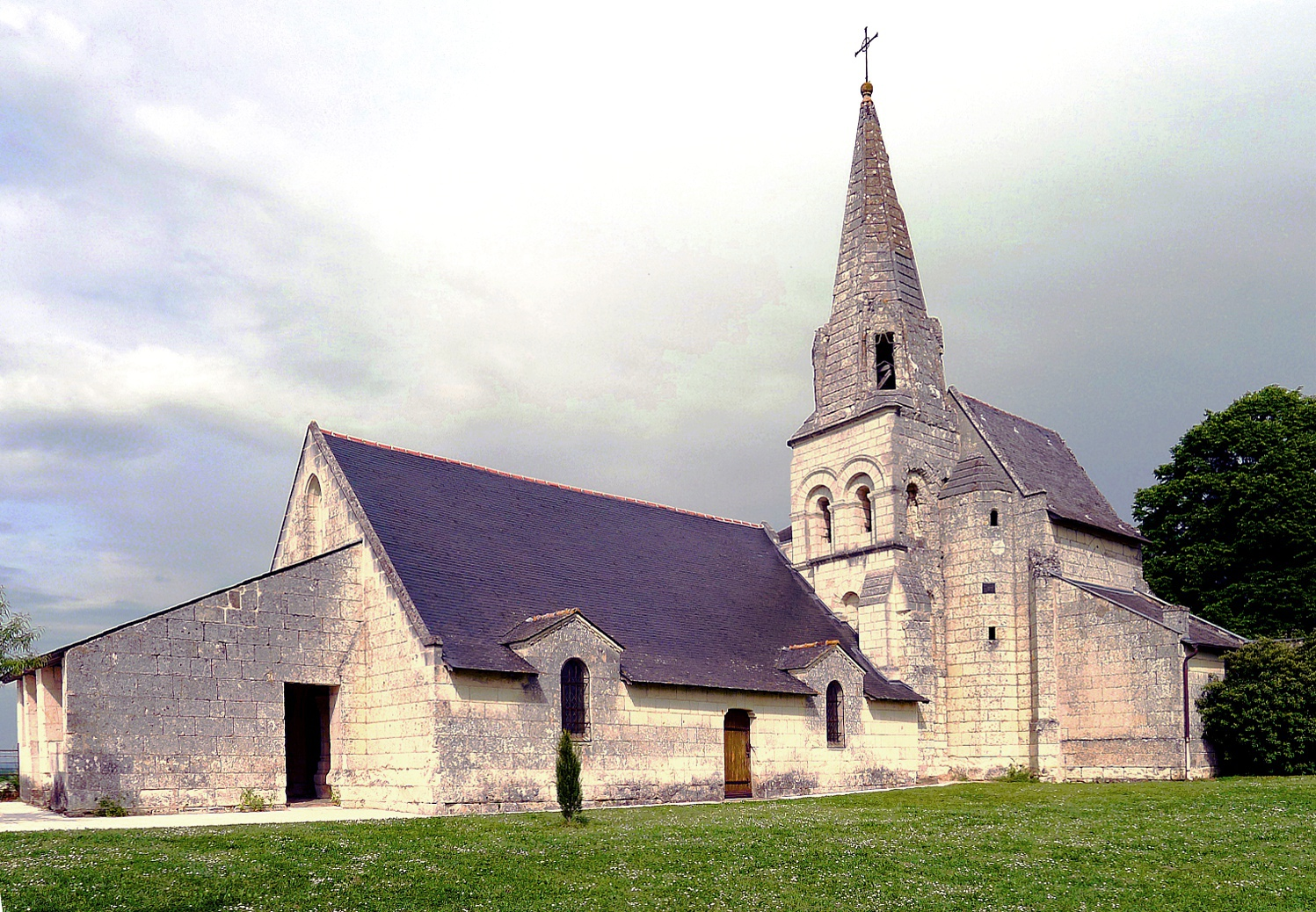
L'église en 2011.
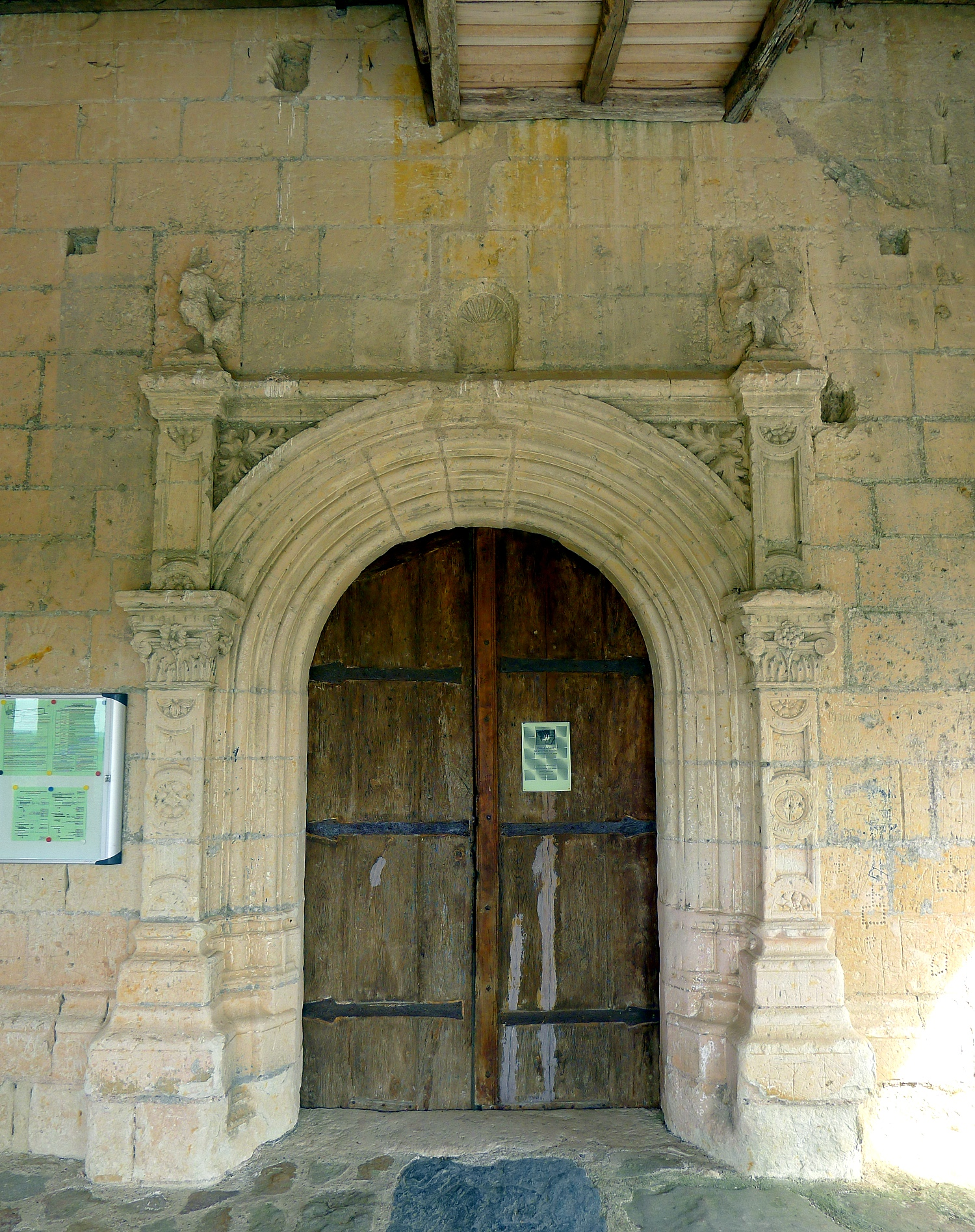
Porte ouest.
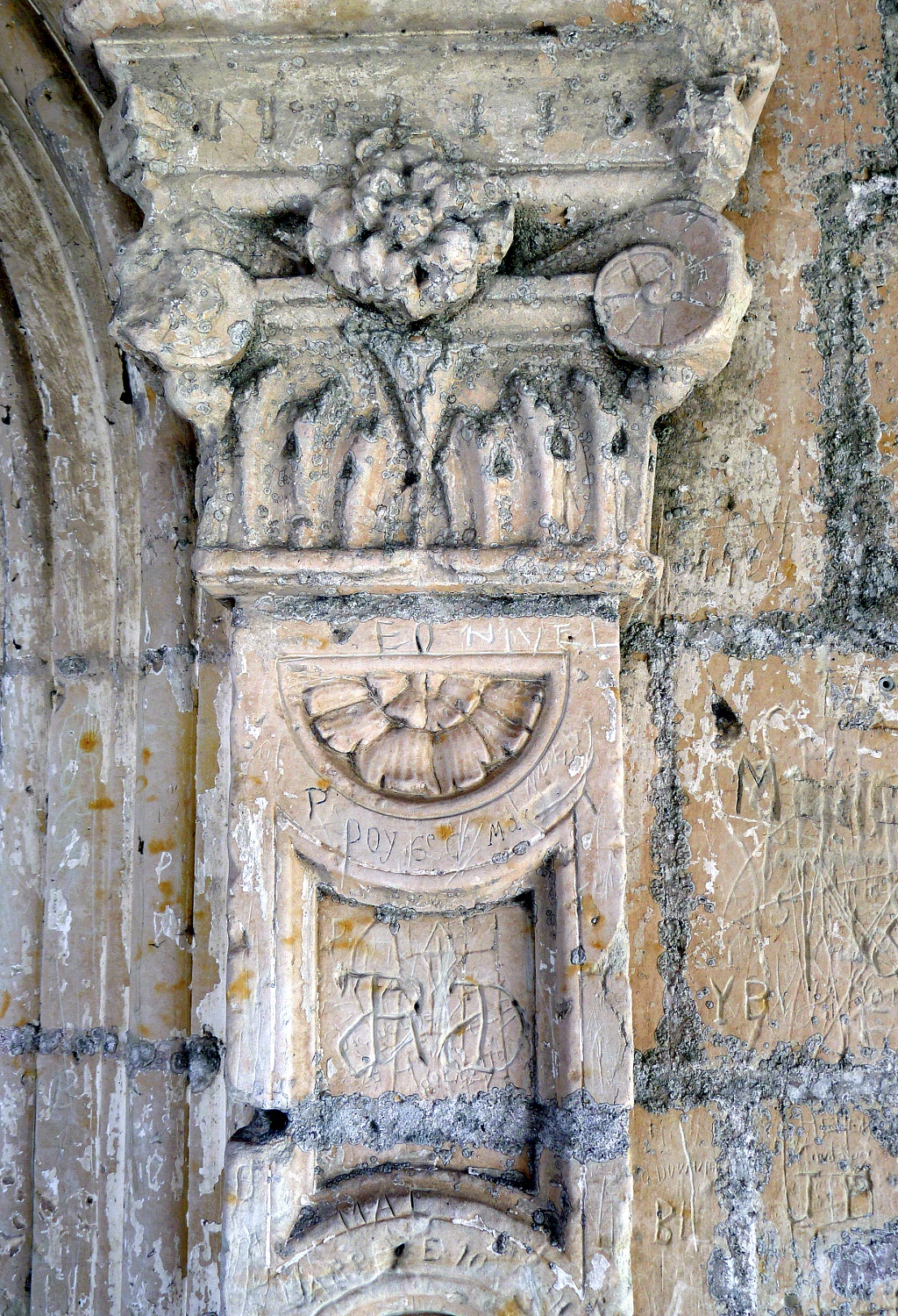
Détail d'un pilastre de la porte ouest.

- Le château de Parnay des XVe et XIXe siècles, classé à l'inventaire général des monuments historiques depuis 2003[34].
- Le « Clos des Murs », inscrit au titre des monuments historiques depuis 2011[35], qui appartient au château de Parnay. Doit son nom au fait que le clos est entouré de grands murs, chaque pied de vigne correspond à un trou aménagé dans la maçonnerie, de telle sorte que la vigne a le pied à l'ombre, côté Nord, et que les grappes sont exposées au soleil, côté Sud.

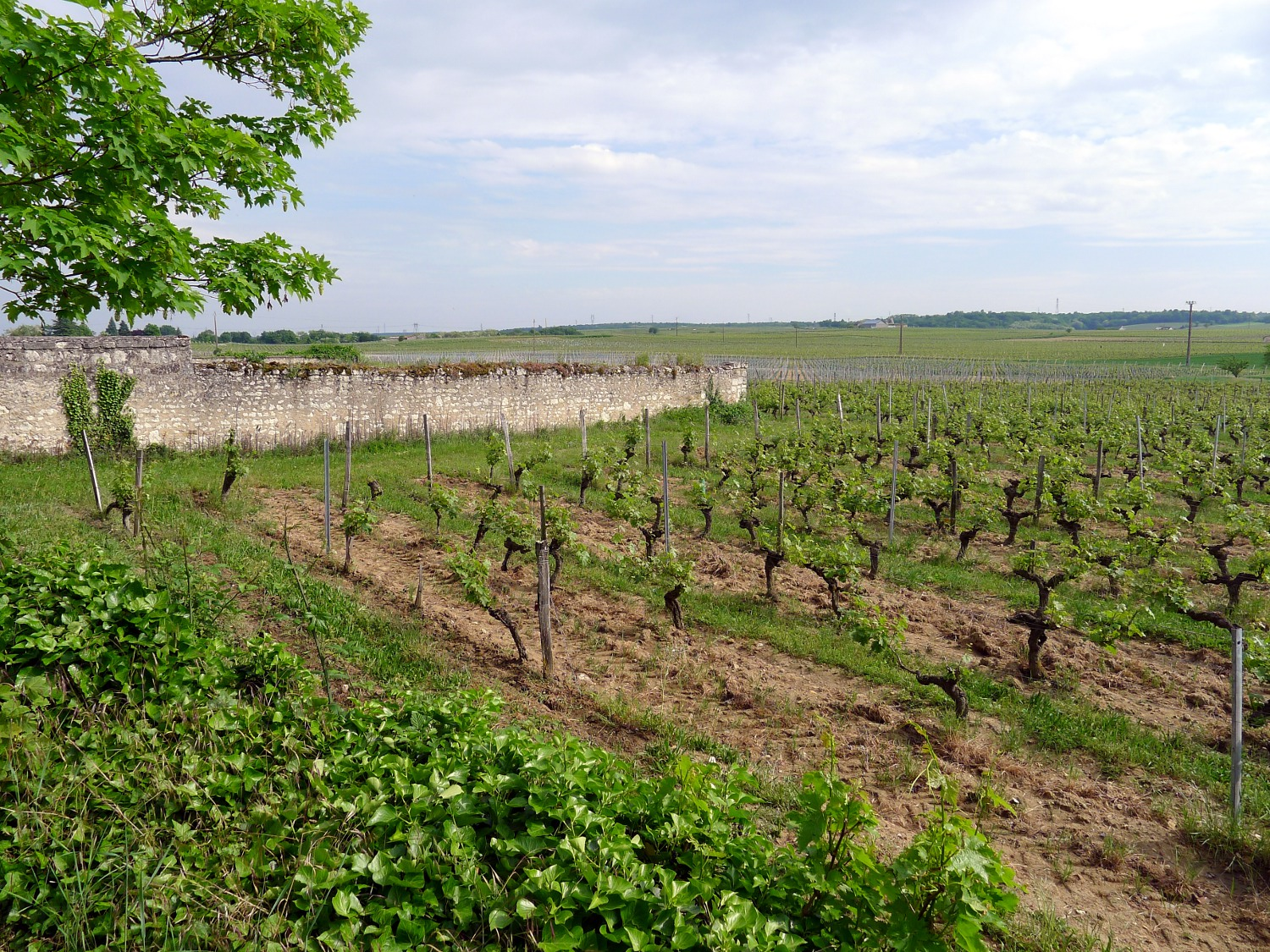
Vignoble avec le « Clos des Murs ».
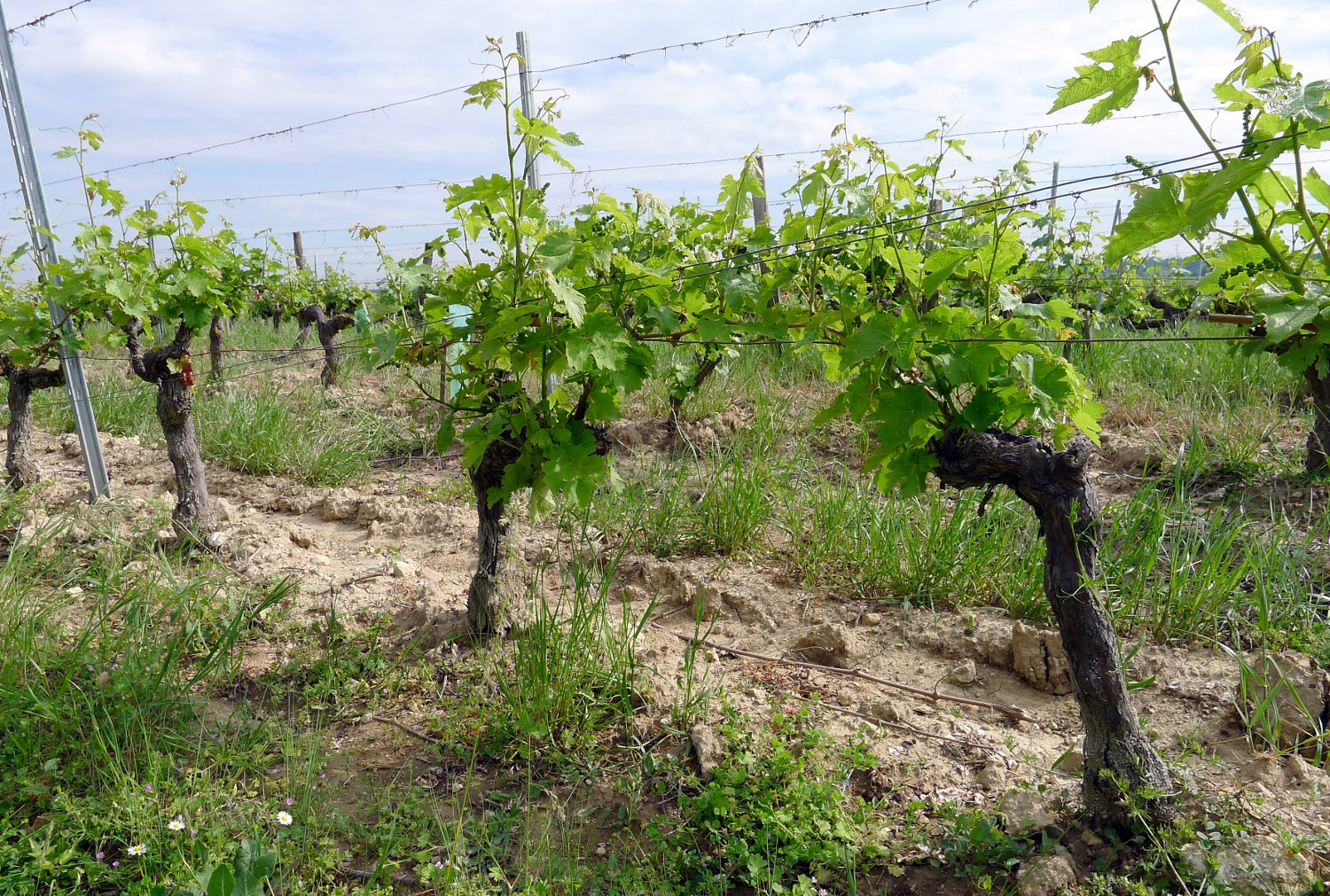
Détail du vignoble de Parnay.

- Le logis de Marconnay, édifice troglodytique construit dans le coteau[36].

- Le château de Targé du XVIIe siècle.
- Les ruines d'un moulin cavier.

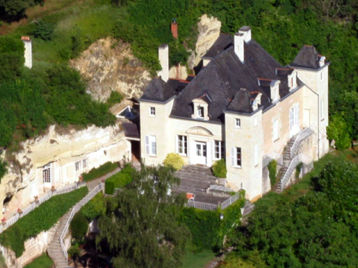
Château de Targé.

- Les anciens logis troglodytiques (caves à vin) des XIIe et XVe siècles.
- L'île de Parnay.

La commune se situe dans la zone du Parc naturel régional Anjou-Touraine, partenaire de la mission Val de Loire.

### Personnalités liées à la commune
- François Allain-Targé (1832-1902), avocat, magistrat et homme politique est décédé au château de Targé.
- Antoine Cristal (1837-1931) invente un concept pour la culture du vignoble saumurois et produit un cru célèbre. Vingt ans plus tard, il fournit la Cour d'Angleterre et les grands restaurants de la capitale. Dans une région traditionnellement productrice de vin blanc, il sort les vins rouges de l'anonymat. Il était l'ami et le fournisseur de Georges Clemenceau, friand des vins de Saumur. Le 24 décembre 1928, Maurice Cristal fait don de son clos aux hospices de Saumur, avec l'espoir de perpétuer son œuvre[37].
- Amédée de La Porte (1848-1900), avocat, auditeur au Conseil d'État et homme politique est décédé au château de Targé.
- Véronique Courjault, auteure d'un triple néonaticide, est née en 1967 dans la commune.